# HD 149989
Désignations
HD 149989 est une étoile variable de la constellation de l'Autel, située près de la bordure ouest de la constellation de la Règle. Elle possède une désignation d'étoile variable V872 Arae, HD 149989 est sa désignation du catalogue Henry Draper. C'est une étoile faible en luminosité proche de la limite de visibilité à l'œil nu avec une magnitude apparente qui fluctue autour de 6,30. Elle se situe à une distance de 167 années-lumière de la Terre sur la base de la parallaxe et s'éloigne du Système solaire à une vitesse radiale de +46 km/s.
C'est une étoile blanche de la séquence principale avec un type spectral A9 V. Une étude en 2016 de Gamma Doradus trouve un type spectral F1 V nn m-4, où « nn » indique des raies spectrales « nébuleuses » dues à la rotation rapide et « m-4 » signifie une étoile pauvre en métal qui correspond à un type spectral A7. C'est une étoile variable de type Gamma Doradus confirmée avec une périodicité de 0,426 58 jours. Elle a environ 1,1 milliard d'années et a une vitesse de rotation projetée de 136 km/s.